# Vĩ tuyến 17 ngày và đêm
Vĩ tuyến 17 ngày và đêm là một bộ phim của đạo diễn Hải Ninh vào năm 1972. Đây cũng là bộ phim tiêu biểu của nền điện ảnh cách mạng Việt Nam trong giai đoạn kháng chiến chống Mỹ . Kịch bản của bộ phim được viết bởi Hải Ninh và Hoàng Tích Chỉ trong 5 năm. Đây cũng là kịch bản hai tập đầu tiên của điện ảnh cách mạng Việt Nam.
Phim được chương trình Cine 7 - Ký ức phim Việt lựa chọn.

## Nội dung
Sau hiệp định Genève 1954, sông Bến Hải trở thành giới tuyến quân sự tạm thời ngăn cách Việt Nam thành hai vùng tập kết quân sự. Cuộc sống của người dân hai bên bờ sông bị ảnh hưởng nặng nề. Hầu hết các gia đình đều có người thân sống dưới hai chế độ khác nhau. Sau khi chồng tập kết ra Bắc, chị Dịu ở lại bờ Nam của sông Bến Hải. Bí thư chi bộ Thuận bị phe Việt Nam Cộng hòa giết chết, chị Dịu lên thay chức vụ đó. Vì lý do này mà chị đã nhiều lần bị Trần Sùng đưa vào tù.

## Diễn viên
- Trà Giang vai Dịu
- Lâm Tới vai Trần Sùng
- Đoàn Dũng vai Vệ
- Nguyễn Thị Nguyệt vai Mẹ đỡ
- Hồ Thái vai Thạch
- Dương Bá Lộc vai J. Williams
- Đào Mộng Long vai Bạ Kinh
- Lại Phú Cương vai Bác Ba Thuận
- Phi Nga vai Chị Lành
- Mạnh Linh vai Anh Lành
- Bùi Trần Tuệ Minh vai Thương
- Thụy Vân vai Kim Huệ
- Lịch Du vai Vợ Vệ
- Thúy Vinh vai Mai
- Thanh Thủy vai Hường
- Sĩ Cừ vai Đồn Hách

## Thông tin về bộ phim
Theo một bài báo về Hoàng Tích Chỉ đăng trên báo Công an Nhân dân, năm 1965, cùng nhiều nghệ sĩ khác, Hoàng Tích Chỉ và Hải Ninh lên đường vào chiến trường. Trong một đêm tối ở Cửa Tùng, hai người được công an giới tuyến giới thiệu với một phụ nữ là bí thư chi bộ ở bờ Nam sang bờ Bắc công tác. Từ câu chuyện cuộc đời của người phụ nữ này, Hoàng Tích Chỉ viết thành kịch bản lấy tên Bão tuyến, về sau đạo diễn Hải Ninh tham gia và đổi thành Vĩ tuyến 17 ngày và đêm. Sau khi chiến tranh kết thúc năm 1975, Hoàng Tích Chỉ có quay lại tìm phụ nữ đó trong ba tháng nhưng không thấy. Trước đó, trong lần gặp ở Cửa Tùng, cả Hải Ninh và Hoàng Tích Chỉ đều không biết tên phụ nữ này bởi như cô nói "khi nào đất nước thống nhất sẽ cho biết tên".
Trong một bài phỏng vấn Lưu trữ ngày 26 tháng 9 năm 2007 tại Wayback Machine đạo diễn Hải Ninh, ông cho biết để đóng thành công phim này, diễn viên Trà Giang đã nhiều lần gặp người phụ nữ nguyên mẫu ở ngoài đời, tên Thảo.
Trong thời gian quay Vĩ tuyến 17 ngày và đêm, Hoa Kỳ thực hiện Chiến dịch Linebacker II cho máy bay ném bom Hà Nội. Cả Hãng phim truyện Việt Nam phải sơ tán, riêng đoàn làm phim ở lại, đào hầm ven Hồ Tây, khi có báo động thì xuống trú ẩn. Giai đoạn cuối cùng, những ngày hòa âm, bộ phim vẫn phải thực hiện trên một chiếc ô tô hòa âm của Hãng phim truyện Việt Nam ở số 4 Thụy Khê.
Cũng theo đạo diễn Hải Ninh, nữ diễn viên người Mỹ Jane Fonda khi xem đoạn nháp "Chị Dịu đẻ trong tù" của Vĩ tuyến 17 ngày và đêm đã nói: "Tôi nghĩ rằng, các bà mẹ Mỹ cũng cần xem những hình ảnh này...". Những diễn viên khóa đầu tiên của Trường Điện ảnh Việt Nam gồm Trà Giang, Lâm Tới, Hồ Thái, Phi Nga, Tuệ Minh, Thụy Vân, Thúy Vinh, Lịch Du, Thanh Thủy đều được Hải Ninh mời vào đóng các vai chính, phụ trong phim.
Tại Liên hoan phim Quốc tế Moskva năm 1973, Vĩ tuyến 17 ngày và đêm đã giành được giải của Hội đồng hòa bình Thế giới và Giải nữ diễn viên xuất sắc cho Trà Giang. Hải Ninh và Hoàng Tích Chỉ còn cùng hợp tác trong một bộ phim nổi tiếng khác là Em bé Hà Nội.

## Giải thưởng
| Năm  | Lễ trao giải                            | Hạng mục                                   | Đối tượng đề cử | Kết quả      | Nguồn |
| ---- | --------------------------------------- | ------------------------------------------ | --------------- | ------------ | ----- |
| 1973 | Liên hoan phim quốc tế Moskva lần thứ 8 | Giải thưởng Vàng                           |                 | Đề cử        | [ 2 ] |
| 1973 | Liên hoan phim quốc tế Moskva lần thứ 8 | Giải thưởng của Hội đồng Hòa bình Thế giới |                 | Đoạt giải    | [ 2 ] |
| 1973 | Liên hoan phim quốc tế Moskva lần thứ 8 | Nữ diễn viên xuất sắc nhất                 | Trà Giang       | Đoạt giải    | [ 2 ] |
| 1973 | Liên hoan phim Việt Nam lần thứ 2       | Phim truyện điện ảnh                       |                 | Bông sen bạc |       |